# Parrocchie della diocesi di Cuneo-Fossano

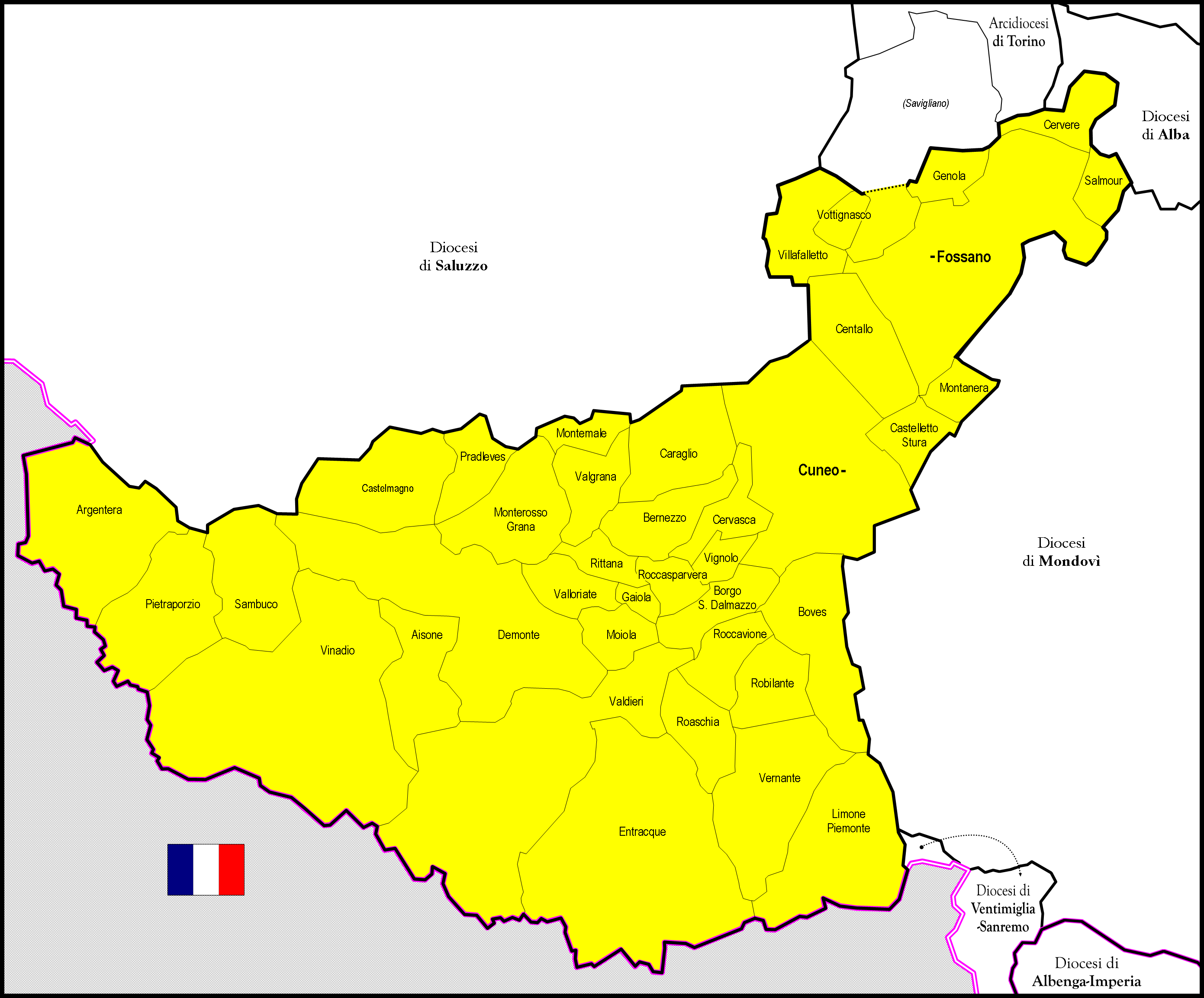
Il territorio della diocesi di Cuneo-Fossano

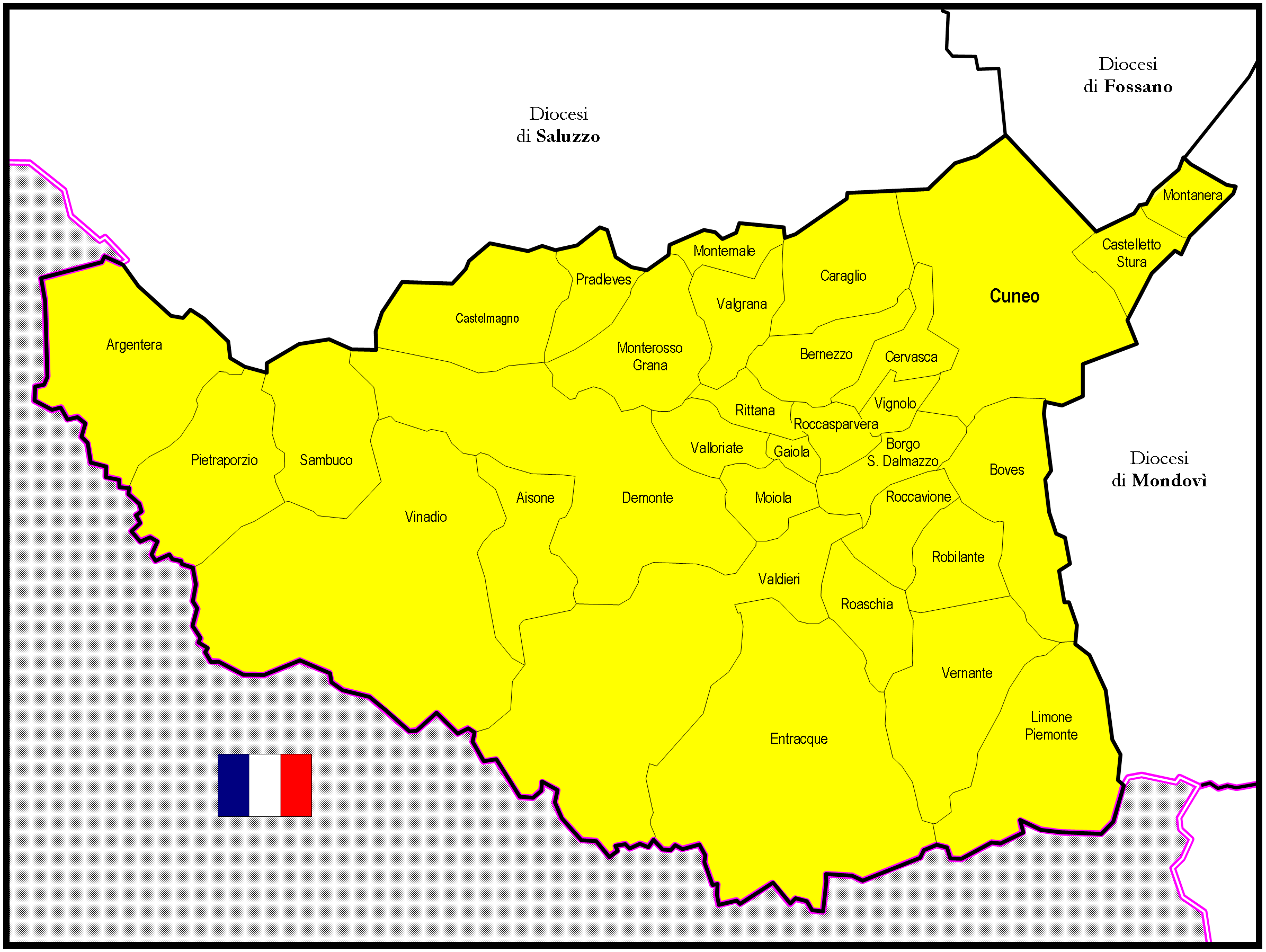
Il territorio dell'ex diocesi di Cuneo

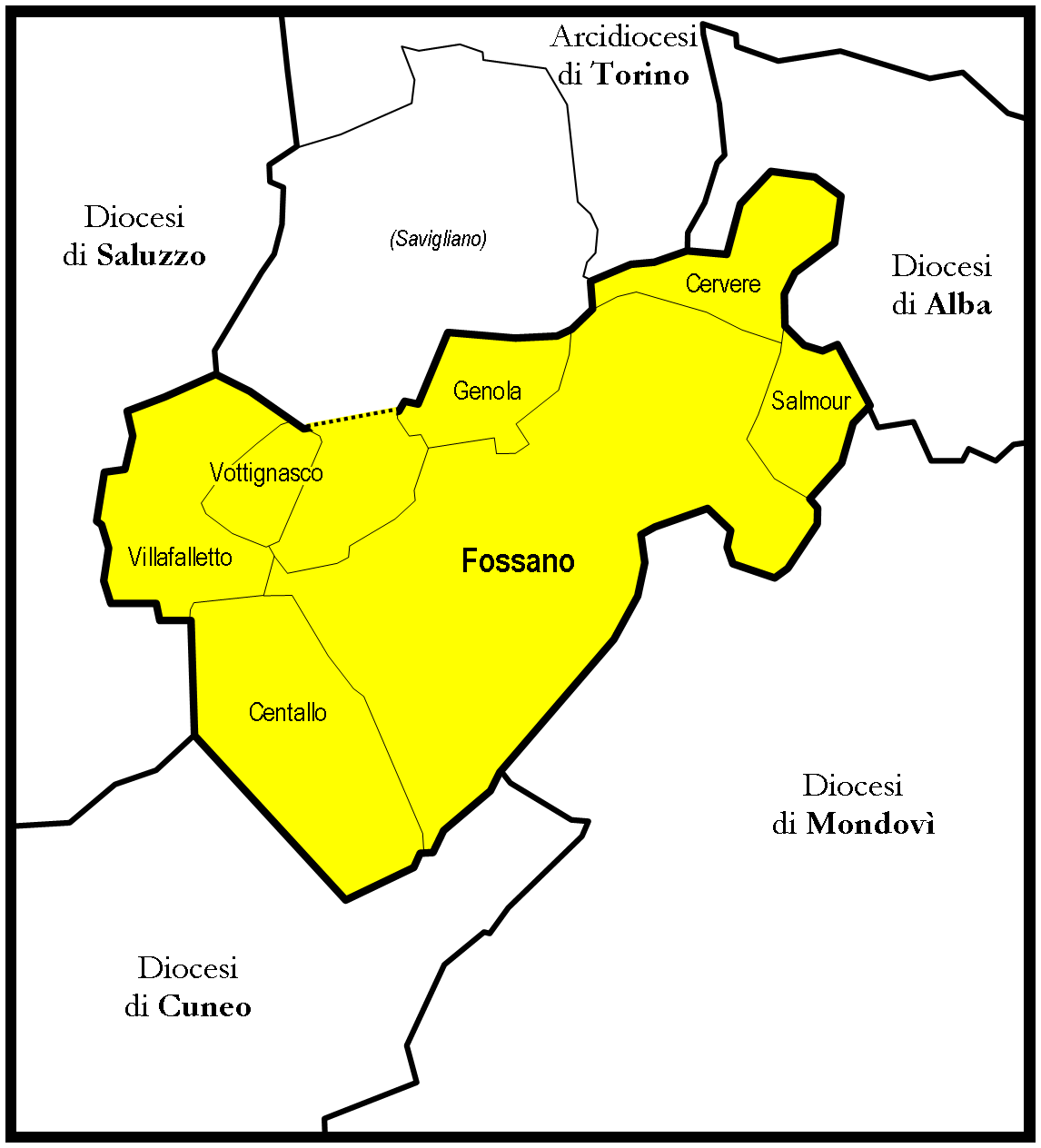
Il territorio dell'ex diocesi di Fossano

Le parrocchie della diocesi di Cuneo-Fossano sono 115.

## Zone pastorali
La diocesi è organizzata in 10 zone pastorali. 

### Zona pastorale di Cuneo città
Questa zona pastorale comprende il centro della città di Cuneo e la frazione San Rocco.
| Parrocchia                         | Patrono                   | Comune | Frazione/Quartiere      | Web |
| ---------------------------------- | ------------------------- | ------ | ----------------------- | --- |
| Santa Maria del Bosco - Cattedrale | Santa Maria del Bosco     | Cuneo  | centro                  |     |
| Cuore Immacolato                   | Immacolato Cuore di Maria | Cuneo  | centro                  |     |
| Sacro Cuore                        | Sacro Cuore di Gesù       | Cuneo  | centro                  |     |
| San Giovanni Bosco                 | San Giovanni Bosco        | Cuneo  | centro                  |     |
| San Paolo                          | San Paolo Apostolo        | Cuneo  | centro                  |     |
| Santa Maria                        | Santa Maria               | Cuneo  | centro                  |     |
| Sant'Ambrogio                      | Sant'Ambrogio             | Cuneo  | centro                  |     |
| San Rocco Castagnaretta            | San Rocco                 | Cuneo  | San Rocco Castagnaretta |     |

### Zona pastorale di Cuneo Oltregesso
Questa zona pastorale comprende i comuni di Castelletto Stura e Montanera e le frazioni Bombonina, Borgo San Giuseppe, Madonna delle Grazie, Roata Canale e Spinetta del comune di Cuneo e Tetti Pesio, divisa tra Cuneo e Morozzo. 
| Parrocchia           | Patrono                               | Comune            | Frazione/Quartiere   | Web |
| -------------------- | ------------------------------------- | ----------------- | -------------------- | --- |
| Spinetta             | Natività di Maria Santissima          | Cuneo             | Spinetta             |     |
| Bombonina            | San Matteo e Beata Vergine Addolorata | Cuneo             | Bombinina            |     |
| Borgo San Giuseppe   | San Giuseppe                          | Cuneo             | Borgo San Giuseppe   |     |
| Castelletto Stura    | Maria Vergine Incoronata              | Castelletto Stura | centro               |     |
| Madonna delle Grazie | Beata Vergine delle Grazie            | Cuneo             | Madonna delle Grazie |     |
| Montanera            | Trasfigurazione di Nostro Signore     | Montanera         | centro               |     |
| Riforano             | San Lorenzo Martire                   | Castelletto Stura | Riforano             |     |
| Roata Canale         | Immacolata Concezione di Maria        | Cuneo             | Roata Canale         |     |
| Tetti Pesio          | San Grato                             | Cuneo, Morozzo    | Tetti Pesio          |     |

### Zona pastorale di Cuneo Oltrestura
Questa zona pastorale comprende i comuni di Cervasca e Vignolo e le frazioni Cerialdo, Confreria, Madonna dell'Olmo, Passatore, Roata Rossi, Ronchi, San Benigno e San Pietro del Gallo di Cuneo.
| Parrocchia                 | Patrono                    | Comune   | Frazione/Quartiere         | Web |
| -------------------------- | -------------------------- | -------- | -------------------------- | --- |
| Cervasca                   | Santo Stefano Protomartire | Cervasca | centro                     |     |
| Cerialdo                   | San Pio X                  | Cuneo    | Cerialdo                   |     |
| Confreria                  | San Defendente             | Cuneo    | Confreria                  |     |
| Madonna dell'Olmo          | Madonna dell'Olmo          | Cuneo    | Madonna dell'Olmo          |     |
| Passatore                  | San Giovanni Battista      | Cuneo    | Passatore                  |     |
| Roata Rossi                | San Rocco                  | Cuneo    | Roata Rossi                |     |
| Ronchi di Cuneo            | San Lorenzo Martire        | Cuneo    | Ronchi                     |     |
| San Benigno di Cuneo       | San Benigno                | Cuneo    | San Benigno Cuneese        |     |
| San Bernardo di Cervasca   | San Bernardo Abate         | Cervasca | San Bernardo di Cervasca   |     |
| San Defendente di Cervasca | San Defendente             | Cervasca | San Defendente di Cervasca |     |
| San Pietro del Gallo       | San Pietro Apostolo        | Cuneo    | San Pietro del Gallo       |     |
| Santa Croce di Vignolo     | Santa Croce                | Vignolo  | Santa Croce                |     |
| Vignolo                    | San Giovanni Battista      | Vignolo  | centro                     |     |

### Zona pastorale della Valle Colla
Questa zona pastorale comprende il comune di Boves.
| Parrocchia              | Patrono                                | Comune | Frazione/Quartiere      | Web |
| ----------------------- | -------------------------------------- | ------ | ----------------------- | --- |
| Boves                   | San Bartolomeo Apostolo                | Boves  | centro                  |     |
| Castellar - San Giacomo | Santi Maria Assunta e Giacomo Apostolo | Boves  | Castellar e San Giacomo |     |
| Fontanelle              | Regina Pacis e San Lorenzo Martire     | Boves  | Fontanelle              |     |
| Mellana                 | Immacolata Concezione                  | Boves  | Mellana                 |     |
| Rivoira                 | San Grato                              | Boves  | Rivoira                 |     |

### Zona pastorale delle Valli Gesso e Vermenagna
Questa zona pastorale comprende i comuni Borgo San Dalmazzo, Entracque, Limone Piemonte, Roaschia, Robilante, Roccavione, Valdieri e Vernante.
| Parrocchia                           | Patrono              | Comune             | Frazione/Quartiere | Web |
| ------------------------------------ | -------------------- | ------------------ | ------------------ | --- |
| Borgo San Dalmazzo - duomo           | San Dalmazzo Martire | Borgo San Dalmazzo | centro             |     |
| Borgo San Dalmazzo - Gesù Lavoratore | Gesù Lavoratore      | Borgo San Dalmazzo | centro             |     |
| Andonno                              | Sant'Eusebio Vescovo | Valdieri           | Andonno            |     |
| Aradolo La Bruna                     | Madonna Bruna        | Borgo San Dalmazzo | Aradolo La Bruna   |     |
| Entracque                            | Sant'Antonino        | Entracque          | centro             |     |
| Limone Piemonte                      | San Pietro Apostolo  | Limone Piemonte    | centro             |     |
| Limonetto                            | San Chiaffredo       | Limone Piemonte    | Limonetto          |     |
| Roaschia                             | San Bernardo Abate   | Roaschia           | centro             |     |
| Robilante                            | San Donato d'Arezzo  | Robilante          | centro             |     |
| Roccavione                           | Visitazione di Maria | Roccavione         | centro             |     |
| Sant'Anna di Valdieri                | Sant'Anna            | Valdieri           | Sant'Anna          |     |
| Valdieri                             | San Martino Vescovo  | Valdieri           | centro             |     |
| Vernante                             | San Nicolao          | Vernante           | centro             |     |

### Zona pastorale della Valle Stura
Questa zona pastorale comprende i comuni di Aisone, Argentera, Demonte, Gaiola, Moiola, Pietraporzio, Rittana, Roccasparvera, Sambuco, Valloriate e Vinadio.
| Parrocchia         | Patrono                            | Comune        | Frazione/Quartiere | Web |
| ------------------ | ---------------------------------- | ------------- | ------------------ | --- |
| Demonte            | San Donato                         | Demonte       | centro             |     |
| Aisone             | Santa Maria Nascente               | Aisone        | centro             |     |
| Argentera          | Santi Pietro e Paolo               | Argentera     | centro             |     |
| Bagni di Vinadio   | San Giovanni Battista              | Vinadio       | Bagni di Vinadio   |     |
| Bersezio           | San Lorenzo Martire                | Argentera     | Bersezio           |     |
| Festiona           | Santa Margherita Vergine e Martire | Demonte       | Festiona           |     |
| Gaiola             | Santa Maria Assunta                | Gaiola        | centro             |     |
| Moiola             | San Giovanni Battista              | Moiola        | centro             |     |
| Perdioni           | San Giovanni Battista              | Demonte       | Perdioni           |     |
| Pietraporzio       | Santo Stefano Protomartire         | Pietraporzio  | centro             |     |
| Pontebernardo      | Santa Maria Assunta                | Pietraporzio  | Pontebernardo      |     |
| Rittana            | Santi Giovanni Battista e Mauro    | Rittana       | centro             |     |
| Roccasparvera      | Sant'Antonio Abate                 | Roccasparvera | centro             |     |
| Sambuco            | Santa Maria del Roccasio           | Sambuco       | centro             |     |
| Trinità di Demonte | Santissima Trinità                 | Demonte       | Trinità            |     |
| Valloriate         | San Michele Arcangelo              | Valloriate    | centro             |     |
| Vinadio            | San Fiorenzo                       | Vinadio       | centro             |     |

### Zona pastorale della Valle Grana
Questa zona pastorale comprende i comuni di Bernezzo, Caraglio, Castelmagno, Montemale di Cuneo, Monterosso Grana, Pradleves e Valgrana.
| Parrocchia                | Patrono                   | Comune             | Frazione/Quartiere | Web |
| ------------------------- | ------------------------- | ------------------ | ------------------ | --- |
| Bernezzo                  | Beata Vergine del Rosario | Bernezzo           | centro             |     |
| Caraglio                  | Santa Maria Assunta       | Caraglio           | centro             |     |
| Chiotti                   | Sant'Anna                 | Castelmagno        | Chiotti            |     |
| Colletto                  | Sant'Ambrogio             | Castelmagno        | Colletto           |     |
| Frise                     | San Giovanni Battista     | Monterosso Grana   | Frise              |     |
| Montemale di Cuneo        | San Michele Arcangelo     | Montemale di Cuneo | centro             |     |
| Monterosso Grana          | San Giacomo Apostolo      | Monterosso Grana   | centro             |     |
| Palazzasso                | Sant'Anna                 | Caraglio           | Palazzasso         |     |
| Paschera San Carlo        | San Carlo                 | Caraglio           | Paschera San Carlo |     |
| Pradleves                 | San Ponzio di Pradleves   | Pradleves          | centro             |     |
| San Lorenzo di Caraglio   | San Lorenzo Martire       | Caraglio           | San Lorenzo        |     |
| San Pietro di Monterosso  | San Pietro in Vincoli     | Monterosso Grana   | San Pietro         |     |
| San Rocco di Bernezzo     | San Rocco                 | Bernezzo           | San Rocco          |     |
| Sant'Anna di Bernezzo     | Sant'Anna                 | Bernezzo           | Sant'Anna          |     |
| Santa Lucia di Monterosso | Santa Lucia               | Monterosso Grana   | Santa Lucia        |     |
| Valgrana                  | San Martino Vescovo       | Valgrana           | centro             |     |

### Zona pastorale di Fossano città
Comprende le parrocchie del centro e delle frazioni Boschetti e San Martino di Fossano. La popolazione del territorio ammonta a 20.455 unità.
| Parrocchia             | Patrono                     | Comune  | Frazione/Quartiere | Popolazione | Web |
| ---------------------- | --------------------------- | ------- | ------------------ | ----------- | --- |
| Spirito Santo          | Spirito Santo               | Fossano | centro             | 4.080       |     |
| Cattedrale             | Santa Maria e San Giovenale | Fossano | centro             | 2.165       |     |
| Boschetti              | Santa Maria delle Grazie    | Fossano | Boschetti          | 180         |     |
| Sant'Antonio Abate     | Sant'Antonio abate          | Fossano | centro             | 4.200       |     |
| San Bernardo           | San Bernardo                | Fossano | centro             | 2.730       |     |
| San Filippo            | San Filippo                 | Fossano | centro             | 1.600       |     |
| Santa Maria del Salice | Santa Maria del Salice      | Fossano | centro             | 5.320       |     |
| San Martino            | San Martino                 | Fossano | San Martino        | 180         |     |

### Zona pastorale di Fossano nord-est
Comprende le parrocchie dei comuni di Cervere e Salmour e delle frazioni Levaldigi e Tetti Roccia di Savigliano, Loreto, Sant'Antonio Baligio, San Lorenzo e Tagliata di Fossano. La popolazione del territorio ammonta a 9.410 unità.
| Parrocchia           | Patrono                | Comune     | Frazione/Quartiere   | Popolazione | Web |
| -------------------- | ---------------------- | ---------- | -------------------- | ----------- | --- |
| Cervere              | Maria Vergine Assunta  | Cervere    | centro               | 1.200       |     |
| Genola               | San Michele arcangelo  | Genola     | centro               | 2.300       |     |
| Grinzano             | San Michele arcangelo  | Cervere    | Grinzano             | 550         |     |
| Levaldigi            | Maria Vergine Assunta  | Savigliano | Levaldigi            | 800         |     |
| Loreto               | Santa Maria di Loreto  | Fossano    | Loreto               | 500         |     |
| Sant'Antonio Baligio | Sant'Antonio           | Fossano    | Sant'Antonio Baligio | 250         |     |
| Sant'Antonino        | Sant'Antonio da Padova | Salmour    | Sant'Antonino        | 340         |     |
| San Lorenzo          | Santa Maria della Neve | Fossano    | San Lorenzo          | 500         |     |
| Salmour              | Santi Pietro e Paolo   | Salmour    | centro               | 2.600       |     |
| Tagliata             | Santa Maria della Neve | Fossano    | Tagliata             | 190         |     |
| Tetti Roccia         | Sant'Anna              | Savigliano | Tetti Roccia         | 180         |     |

### Zona pastorale di Centallo-Mellea
Comprende le parrocchie dei comuni di Centallo, Villafalletto e Vottignasco e delle frazioni Gerbo, Maddalene, Mellea, Murazzo, Piovani, San Sebastiano e San Vittore di Fossano. La popolazione del territorio ammonta a 12.970 unità.
| Parrocchia             | Patrono                     | Comune        | Frazione/Quartiere | Popolazione | Web |
| ---------------------- | --------------------------- | ------------- | ------------------ | ----------- | --- |
| San Sebastiano         | Santi Sebastiano e Grato    | Fossano       | San Sebastiano     | 650         |     |
| Centallo               | San Giovanni Battista       | Centallo      | centro             | 4.700       |     |
| Gerbo                  | San Pietro in Vincoli       | Fossano       | Gerbo              | 180         |     |
| Gerbola                | San Pietro in Vincoli       | Villafalletto | Gerbola            | 310         |     |
| Maddalene              | Santa Maria Maddalena       | Fossano       | Maddalene          | 480         |     |
| Mellea                 | Santa Maria della Neve      | Fossano       | Mellea             | 230         |     |
| Monsola                | Santi Lorenzo e Sebastiano  | Villafalletto | Monsola            | 410         |     |
| Murazzo                | Santa Maria della Neve      | Fossano       | Murazzo            | 850         |     |
| Piovani                | Maria Santissima Annunziata | Fossano       | Piovani            | 265         |     |
| Roata Chiusani         | San Bernardo abate          | Centallo      | Roata Chiusani     | 850         |     |
| San Biagio di Centallo | San Biagio                  | Centallo      | San Biagio         | 855         |     |
| San Vittore            | San Vittore                 | Fossano       | San Vittore        | 270         |     |
| Villafalletto          | Santi Pietro e Paolo        | Villafalletto | centro             | 2.300       |     |
| Vottignasco            | Sacra Famiglia              | Vottignasco   | centro             | 620         |     |